# Патті і Сельма Був'є
Патті і Сельма Був'є — персонажки американського мультсеріалу Сімпсони.

## Біографія
Патті і Сельма на 7 з половиною років старші за Мардж — Мардж 36 років і 5 місяців у коміксах і рівно 37 років у мультфільмі.
Патті: народилась на дві хвилини пізніше за сестру. Їй 43 роки. Вона була нестерпним підлітком. Тепер живе разом з Сельмою, курить разом з Сельмою і дивиться серіал МакГайвер з Сельмою. Також у одному з епізодів стало відомо, що Патті — лесбійка.
Сельма: народилась на дві хвилини швидше. Їй теж 43. Також була важкою дитиною. Одного разу їй у ніс залетів феєрверк, і тепер вона не може чути запах. Одного разу цим скористався Другий Номер Боб. Сельма одружилася з ним, а він намагався вбити її, підклавши до неї у квартиру бомбу, коли вона спокійно дивилася МакГайвера. Але її врятував Барт Сімпсон. На відміну від сестри, Сельма намагається знайти чоловіка, тож неодноразово одружувалась (в одній із серій, коли Гомер пропонує їй одружитися з Апу, щоб того не депортували, Сельма зазначає, що вона вже побувала Сельмою Був'є Тервіллігер Гуць МакКлур і тепер пошлюбить тільки коханого або багатого). Втім, щоразу її шлюб не триває довго. У неї внаслідок аварії мінопауза. Тепер вона знову живе з Патті, а з 17-го сезону ще й з всиновленою дочкою Лінн Був'є.